# آمیناتا دیالو
آمیناتا دیالو (انگلیسی: Aminata Diallo؛ زادهٔ ۳ آوریل ۱۹۹۵) بازیکن فوتبال اهل فرانسه است.
از باشگاه‌هایی که در آن بازی کرده‌است می‌توان به باشگاه فوتبال زنان المپیک لیون اشاره کرد.
وی همچنین در تیم‌های ملی فوتبال، زنان زیر ۱۹ سال فرانسه,  و زنان فرانسه بازی کرده‌است.